# Adama Soumare
Adama Soumaré est un footballeur français né le 12 mai 1982 à Paris.

## Biographie
Il a été formé et a joué dans le club du Havre Athletic Club FA.
Le 7 janvier 2009, il est prêté au Vannes OC. À la fin de la saison 2009-2010, il est laissé libre par le club havrais. Il ne réussit pas à trouver de club et passe une saison sans jouer. 
Le 18 mai 2011, il signe un contrat d'un an avec l'AS Cannes en National.

## Palmarès
- Le Havre AC
  - Champion de France de Ligue 2 en 2008.